# Steinkohlefinanzierungsgesetz
Das Steinkohlefinanzierungsgesetz dient zur Finanzierung
- des Absatzes deutscher Steinkohle für den Einsatz in Kraftwerken und zur Stahlerzeugung bis zum Jahr 2018,
- der Aufwendungen von Bergbauunternehmen infolge dauerhafter Stilllegungen,
- der weiter bestehenden Verpflichtungen der Bergbauunternehmen (Ewigkeitskosten) und
- des sozialverträglichen Anpassungsprozesses für ältere Arbeitnehmer des deutschen Steinkohlenbergbaus.

Festgelegt werden insbesondere der Zweck und die Aufgaben der RAG-Stiftung als Eigentümerin der RAG Aktiengesellschaft und Mehrheitseigentümerin der Evonik Industries. Außerdem sind in diesem Gesetz die aus Bundesmitteln finanzierten Finanzplanfonds für die Jahre 2009 bis einschließlich 2019 festgeschrieben.